# VdB 47
vdB 47 est une nébuleuse par réflexion associée à une émission visible dans la constellation du Taureau.
Elle peut être repérée avec un puissant télescope amateur équipé d'un filtre approprié à environ 2°20' au nord de l'étoile brillante ζ Tauri, de magnitude 3,17 et représentant la corne sud du Taureau. Il s'agit d'un nuage de gaz enveloppant l'étoile HD 37387, une supergéante orange de classe spectrale K1Ib située à une distance de 6 500 années-lumière, à l'extrémité intérieure du bras de Persée. Le nuage a une couleur orange distincte due au rayonnement de cette étoile et a une température effective de 4 500 kelvins. Le nuage pourrait être associé à la région de formation d'étoiles à laquelle appartiennent également le maser DG 68 et la source IRAS 05363+2317, ainsi que quelques sources d'ondes radio.